# Alampyris curta
Alampyris curta är en skalbaggsart som beskrevs av Bates 1881. Alampyris curta ingår i släktet Alampyris och familjen långhorningar. Inga underarter finns listade i Catalogue of Life.